# Bziny
Bziny este o comună slovacă, aflată în districtul Dolný Kubín din regiunea Žilina. Localitatea se află la altitudinea de 492 m deasupra n.m., se întinde pe o suprafață de 5,84 km2 și în 2013 număra 551 de locuitori. 
Localitatea este înfrățită cu Comuna Privlaka.

## Istoric
Localitatea Bziny este atestată documentar din 1345.

## Demografie
| An:                | 1994 | 2004    | 2014   | 2024   |
| ------------------ | ---- | ------- | ------ | ------ |
| Număr de persoane: | 417  | 529     | 562    | 598    |
| Diferență:         |      | +26,85% | +6,23% | +6,40% |

| An:                | 2023 | 2024   |
| ------------------ | ---- | ------ |
| Număr de persoane: | 591  | 598    |
| Diferență:         |      | +1,18% |